# Bugallon
Bugallon là một đô thị hạng 3 ở tỉnh Pangasinan, Philippines. Theo điều tra dân số năm 2007, đô thị này có dân số 62.237 người trong 10.614 hộ.

## Barangay
Bugallon được chia thành 24 barangay.
| - Angarian - Asinan - Bañaga - Bacabac - Bolaoen - Buenlag - Cabayaoasan - Cayanga - Gueset - Hacienda - Laguit Centro - Laguit Padilla | - Magtaking - Pangascasan - Pantal - Poblacion - Polong - Portic - Salasa - Salomague Norte - Salomague Sur - Samat - San Francisco - Tococ - Umanday |